# Kłudno (Wieniawa)
Pour les articles homonymes, voir Kłudno.
Kłudno (prononciation : [ˈkwudnɔ]) est un village polonais de la gmina de Wieniawa dans le powiat de Przysucha de la voïvodie de Mazovie dans le centre-est de la Pologne.

## Histoire
De 1975 à 1998, le village appartenait administrativement à la voïvodie de Radom.